# ラテンアメリカ文学

ラテンアメリカの範囲を表した図

ラテンアメリカ文学（ラテンアメリカぶんがく、スペイン語:Literatura latinoamericana、ポルトガル語:Literatura da América Latina、フランス語:Littérature latino-américaine）とは、ラテンアメリカ圏（メキシコ、西インド諸島以南のアメリカ大陸）で書かれた、および出身者の文学。おもにスペイン語またはポルトガル語で書かれている。日本では主にポルトガル語圏であるブラジルを除いたスペイン語圏の文学を指すことが多い。中南米文学、イスパノアメリカ文学とも。トリニダード・トバゴ出身のノーベル賞受賞者V・S・ナイポールやデレック・ウォルコットなど、英語で執筆する作者は、ラテンアメリカ人の作家とは見なされない。おもに20世紀後半、ラテンアメリカ文学の特徴とされるマジックリアリズムの傾向によって世界的に注目され、最も高い境地に達したと評されている。

## 本稿での範囲
本稿では、「メキシコ、西インド諸島以南のアメリカ大陸の中で、スペイン語もしくはポルトガル語を公用語とする国」出身の作家と文学。つまり「利用言語が英語（アンティグア・バーブーダ、ガイアナ、グレナダ、ジャマイカ、セントビンセントおよびグレナディーン諸島、セントクリストファー・ネイビス、セントルシア、ドミニカ国、トリニダード・トバゴ、バハマ、バルバドス、ベリーズ）、オランダ語（スリナム）、ハイチ語とフランス語（ハイチ）以外の国」出身の作家と文学についてを対象とする。
対象国は以下の通り。
アルゼンチン、ウルグアイ、エクアドル、エルサルバドル、キューバ、グアテマラ、コスタリカ、コロンビア、チリ、ドミニカ共和国、ニカラグア、パナマ、パラグアイ、ブラジル、ベネズエラ、ペルー、ボリビア、ホンジュラス、メキシコ（五十音順）

## 歴史

### 「モデルニスモ」（近代主義）の勃興と隆盛

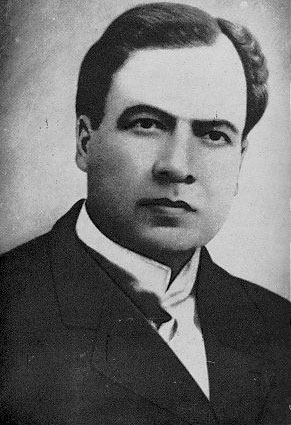
『モデルニスモの法王』ルベン・ダリオ。

ラテンアメリカの文学の、独自性を持つに至る初めの隆盛は、「モデルニスモ」（近代主義）とよばれる少数の作家からはじまる。これは1880年代から1920年代にかけて起こった。南北戦争後のアメリカは、新市場の開拓をラテンアメリカ諸国に求め、モンロー主義を隠れ蓑に帝国主義的な政策を推し進めた。文化的な解放の必要を作家たちモデルニスモの作家たちはいち早く意識した。これら歴史の風潮に、反ブルジョワ的態度を持って大衆との連帯を唱い、帝国主義に対立し、文学芸術の革新を尊重した。地域独自の優位性を獲得し、世界文学の地位を確立することとなった。これはスペイン本国の文学にも大きな衝撃を与えた。
アルゼンチンの作家、ホセ・エルナンデス（1834-1886）の小説『エル・ガウチョ・マルティン・フィエロ』（1872年）では、国境の戦争で戦うために徴兵された貧しいガウチョという社会的弱者の立場から社会的矛盾を追及し、ガウチョ文学を創始した。
キューバの愛国的かつ革命的な詩人、ホセ・マルティ（1853－1895）は、アングロアメリカの文明や帝国主義に対立し、『素朴な詩』（1881年）で、唯美かつ華麗な音楽性と造形性を持つイメージを提供した。
ニカラグアの詩人、ルベン・ダリーオ（1867-1916）には、その影響度からもモデルニスモ時代の代表格という評価が確立している。ヴィクトル・ユーゴーに傾倒し、同時代のフランス文学の諸問題をスペイン語に定着させようとした彼の試みは大作『青』（1888年）に結実し、スペインやパリ、ニューヨークを放浪した末にアルゼンチンにたどり着き『希有な人々』『俗なる詠唱』（1896年）を発表。これらの作品で近代詩のエッセンスと新潮をレオポルド・ルゴーネス（1874-1938）ら、アルゼンチンのモデルニスモの作家たちに伝えて大きな影響を与えた。彼は、アメリカとスペインという、同時代の唯物新興大国と文化的ルーツを持つもうひとつの故国へのはざまで非業の死を遂げるが、そのコスモポリタン的かつな傾向は、メキシコのアマード・ネルボらの多くの詩人に大きな啓示を与えた。
このように「モデルニスモ」時代は詩が隆盛を極めていたが、20世紀に入るとエミール・ゾラなどの自然主義文学に影響を受けた新たな動きがウルグアイを中心に出現する。自然主義はやがてモデルニスモと融合し、小説が詩に変わる主要なジャンルとなる戦後のラテンアメリカ文学の大隆盛の胎動となった。

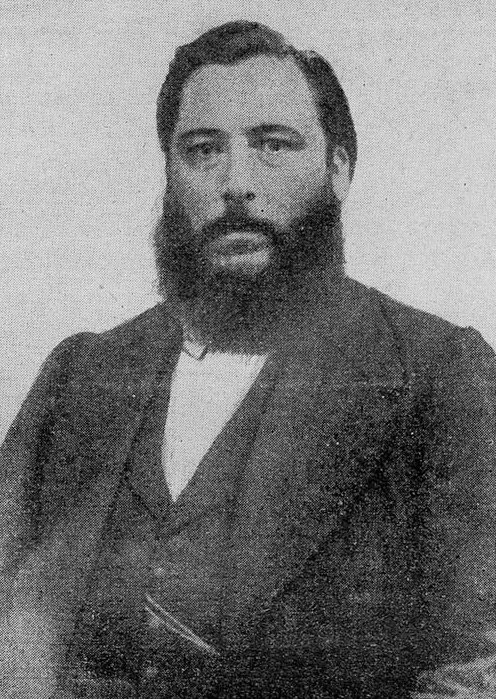
ホセ・エルナンデス
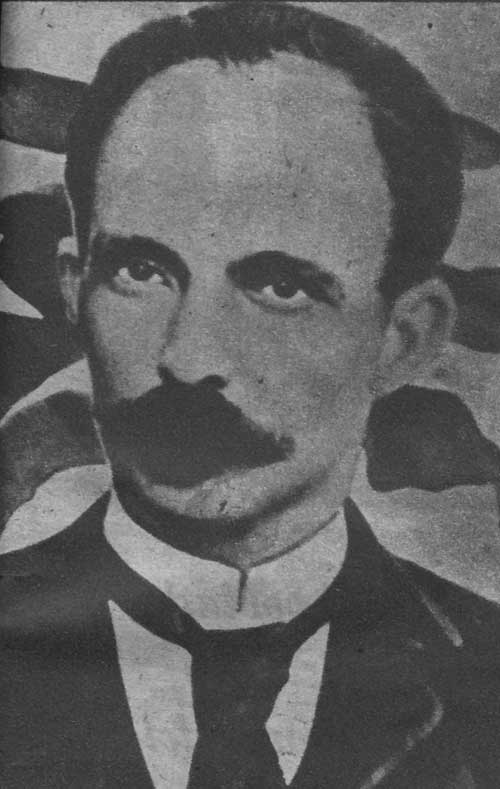
ホセ・マルティ
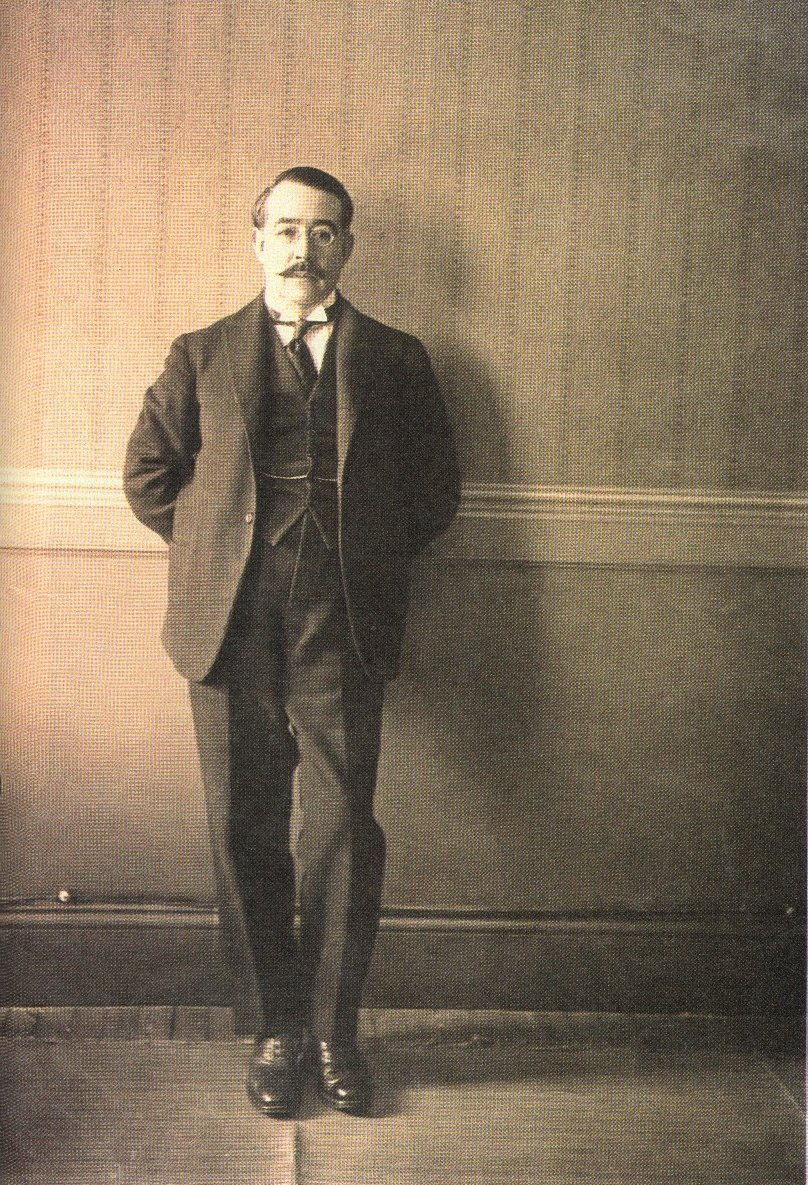
レオポルド・ルゴネス

### 「後期モデルニスモ」の詩と現代詩の発展　～ボルヘス、ネルーダ、レイエス、パス…

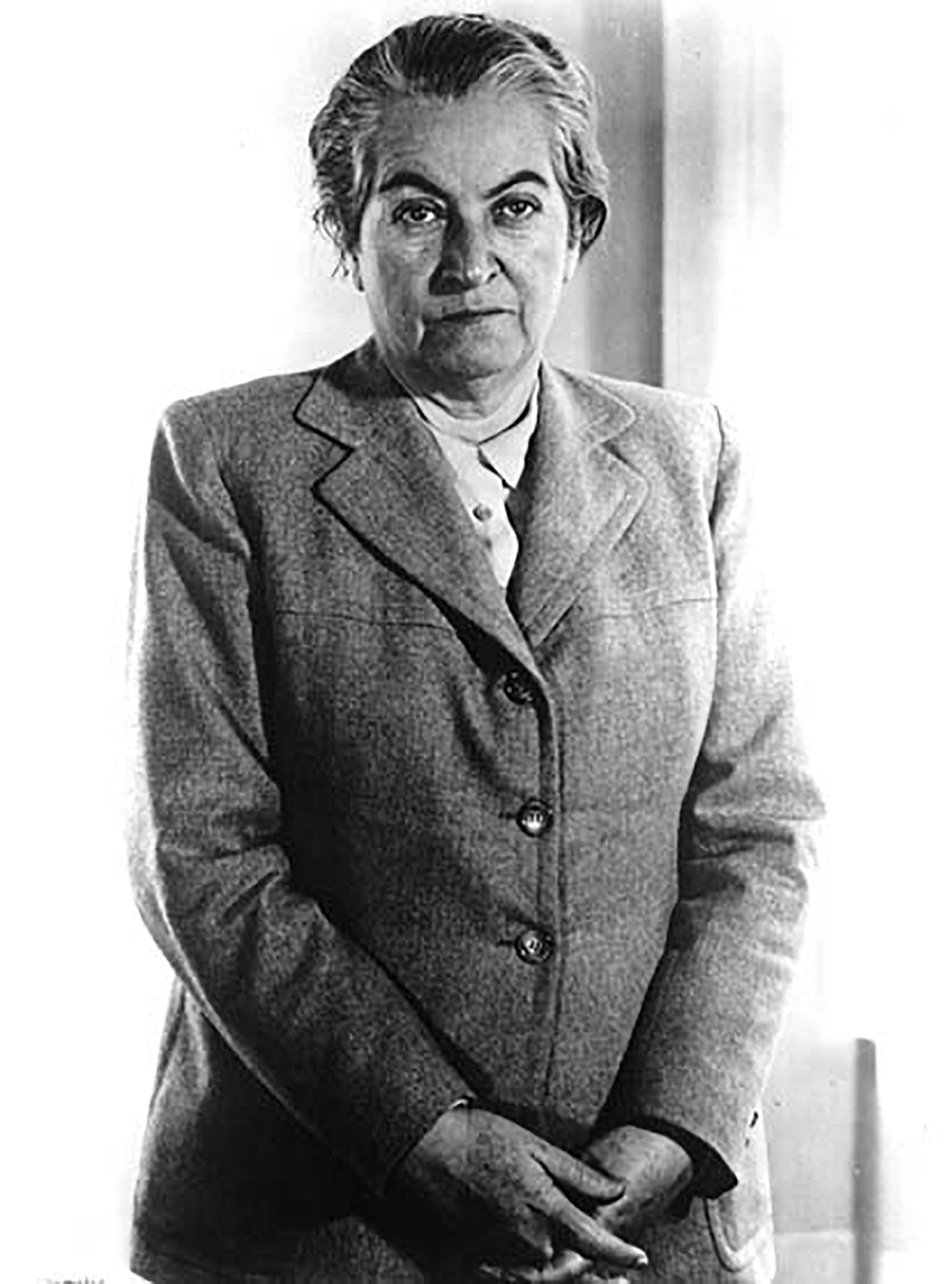
ガブリエラ・ミストラル

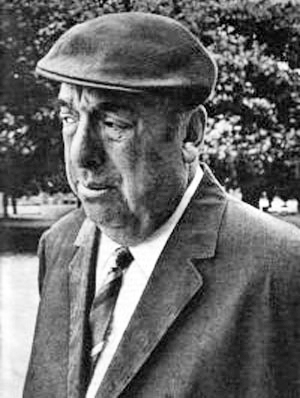
パブロ・ネルーダ

1920年以降文学の発展は「モデルニスモ」の継承か否定かで、自己の確立せざるを得ず。まだまだ「モデルニスモ」の衝撃はきわめて大きかった。そしてこの時期も、ラテンアメリカにおいては詩が隆盛し、偉大な詩人、作品も多く生まれた。ラテンアメリカ圏初のノーベル文学賞受賞者は、チリの女流新人ガブリエラ・ミストラル（1889-1957）である。この受賞は、多くのきわめて優秀な詩人多くそろえたラテンアメリカ圏の代表的受賞というとらえ方もできる。
骨の髄までアルゼンチン人精神の固まりでありながら、「モデルニスモ」のコスモポリタン精神の伝統も受け継いでいるホルヘ・ルイス・ボルヘス（1899-1986）は、前衛詩とともに詩人として登場して以来、詩『ブエノスアイレスの熱狂』（1922）、『伝奇集』（1941-1944）などの小説、評論、研究と幅広い表現活動をしてきたが、詩と散文を越境するその作風は、特異で超絶した巨匠的存在として記憶され続けている。
チリの巨匠パブロ・ネルーダ（1904-1973）は、若くして、青年の死への不安と官能性に満ちた作風で評価を得るが、スペイン内戦に衝撃を受け、共産主義に転向する。以降は祖国、ひいてはアメリカ大陸全体への愛におよび、それまでの「モデルニスモ」の詩人が達することができなかったラテンアメリカ文学史上最大のスケールの詩の境地へ到達。1971年にノーベル文学賞を受賞した。
メキシコのアルフォンソ・レイエス（1889-1959）は、スペイン語学者、文学者、思想家としても評価されている。メキシコ革命前の国内政治を批判し、後に外交官として赴任地から、教養と学識の深さによるエッセイや小説をはじめ幅広い執筆活動を行った。詩人としての最大の成果は、幻視の方法から、神話、征服以前のインディオの文化を縦断した詩を、世界文学に昇華させた点にある。
同じくメキシコのオクタビオ・パス（1914-1998）は、世界的作家としても著名な詩人、批評家であった。パリ留学時、アンドレ・ブルトンらの知遇を得てシュールレアリスムの詩人として活躍。以降は外交官として、ヨーロッパ各国を転々としながら評論『孤独の迷宮』（1950年）、エッセー『弓と竪琴』（1956年）などを執筆し、メキシコ文化の本質を明晰さを伴って、鋭く昇華した。1990年にノーベル文学賞を受賞した。

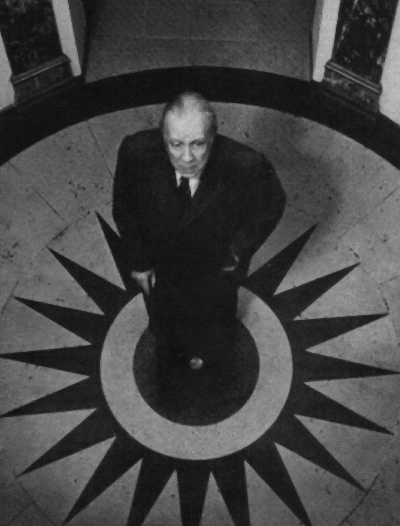
ホルヘ・ルイス・ボルヘス
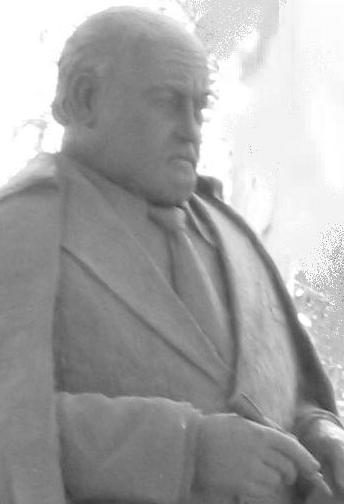
アルフォンソ・レイエス
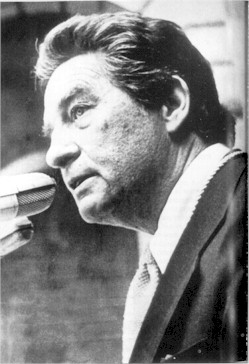
オクタビオ・パス

### ラテンアメリカ文学ブーム
第二次世界大戦後、ラテンアメリカ諸国は経済的好況のため、さまざまな領域で繁栄を遂げ、文学の世界でも多くの収穫をもたらした。中でも、1960年代にのちの「ラテンアメリカ文学ブーム」の礎となるの主要な作品の多くが発表された。
- 『伝奇集』（Ficciones）（1944）ホルヘ・ルイス・ボルヘス
- 『不死の人』（El aleph）（1949）ホルヘ・ルイス・ボルヘス
- 『この世の王国（英語版）』（1949年）アレホ・カルペンティエル
- 『失われた足跡』（Los pasos perdidos）（1953）アレホ・カルペンティエール
- 『ペドロ・パラモ』（Pedro Páramo）（1955）フアン・ルルフォ
- 『ガブリエラ、カーネーションと肉桂』（Gabriela, Cravo e Canela） （1958）ジョルジェ・アマード
- 『深い川』（Los ríos profundos）（1958） ホセ・マリア・アルゲダス
- 『汝、人の子よ』（Hijo de hombre）（1960） アウグスト・ロア＝バストス
- 『大佐に手紙は来ない』（El coronel no tiene quién le escriba）（1961）ガブリエル・ガルシア＝マルケス
- 『アルテミオ・クルスの死』（La muerte de Artemio Cruz）（1962）カルロス・フエンテス
- 『英雄たちと墓』（Sobre héroes y tumbas）（1962）エルネスト・サバト
- 『ある混血の女』（Mulata）（1963）ミゲル・アンヘル・アストゥリアス
- 『都会と犬ども（スペイン語版、英語版）』（La ciudad y los perros）（1963）マリオ・バルガス＝リョサ
- 『石蹴り遊び』（Rayuela）（1963） フリオ・コルタサル
- 『G.Hの受難』（A paixão segundo G.H.）（1964）クラリセ・リスペクトル
- 『フロル婦人と二人の夫』（Dona Flor e seus dois maridos）（1966）ジョルジェ・アマード
- 『緑の家（スペイン語版、英語版）』（La casa verde）（1966）マリオ・バルガス＝リョサ
- 『パラディソ』（Paradiso）（1966）ホセ・レサマ＝リマ
- 『百年の孤独』（Cien años de soledad）（1967）ガブリエル・ガルシア＝マルケス
- 『トラのトリオのトラウマトロジー』（Tres Tristes Tigres）（1967） G・カブレラ＝インファンテ

これらの小説群は、これまでのラテンアメリカ文化の観点からみると、反逆的で前衛的な傾向が特徴的であった。伝統的な境界を超越し、従来の規則を無視して内的独白などを導入したり、言語実験をし、豊かな物語性や土俗性、幻想性を織り成し、ファンタジーからサスペンスまで多様な形式を自在に取り入れ、しばしば作品に異なったスタイルを混在させた。ラテンアメリカ人の作家たちは、アメリカやヨーロッパの作家たち、たとえばフォークナーやジョイス、ヴァージニア・ウルフなどの作家の影響を受け、テクニックを組み入れ、模倣した。以降は、作家同士がそれぞれ影響を及ぼしあい、模倣を脱して、強烈な個性を発する独自な文学に隆盛し、世界中で認識されるようになった。キューバをはじめ、ラテンアメリカ諸国の政治的混乱、または軍事または独裁政権下にいた作家たちにとって、その情勢は作品世界にも大きな影響を及ぼし、亡命作家も生んだ。また、錯綜と混沌、閉塞感の中にも垣間見えるユーモア、そして異文化・異民族の混在という混血文化を背景にしたアイデンティティへの強烈な追求力などは、ラテンアメリカ文学のユニークな特徴でもある。これら欧米文学を圧倒する迫力を備えた大型長篇や密度の濃い短篇群は、世界的認知を受け、1980年代に日本でもブームとなった。
中でも1967年に発表されたガブリエル・ガルシア＝マルケスの『百年の孤独』は、世界の30か国以上の国語に翻訳され、全世界で3600万部以上の世界的ベストセラーとなった。現在もラテンアメリカ文学のみならず、諸芸術、世界文学に大きな影響を与え続けている。世界中の文学者や小説家のみならず、読書家に至るまで、ラテンアメリカ文学というジャンルを世界に認知、紹介させた作品として特筆しておく。

## 主な作家

### ノーベル文学賞受賞者
ラテンアメリカ圏でのノーベル文学賞受賞者は、ガブリエラ・ミストラル（1945）、ミゲル・アンヘル・アストゥリアス（1967）、パブロ・ネルーダ（1971）、ガブリエル・ガルシア＝マルケス（1982）、オクタビオ・パス（1990）、マリオ・バルガス・リョサ（2010）の6名（2010年10月現在）。

### 国別の主な作家
※「国名」（五十音順）＞「生年」順で並べた。

#### アルゼンチン
- ホセ・エルナンデス（Hernández, José） 1834-1886
- エスタニスラオ・デル・カンポ（del Campo, Estanislao） 1834-1880
- レオポルド・ルゴーネス（Lugones, Leopoldo） 1874-1938
- エンリケ・バンチス（Banchs, Enrique） 1888-1968
- アルトゥーロ・カンセーラ（Cancela, Auturo） 1892-1957
- ホルヘ・ルイス・ボルヘス（Borges, Jorge Luis） 1899-1986
- マヌエル・ペイロウ（Peyrou, Manuel） 1902-1974
- フェデリコ・ペルツァー（Peltzer, Federicor） 1902-1974
- シルビーナ・オカンポ（Ocampo, Silvina） 1903-1993
- エンリケ・アンデルソン・インベル（Anderson Imbert, Enrique） 1910-
- マヌエル・ムヒカ・ライネス（Mujica Lainez, Manuel） 1910-1984
- エルネスト・サバト（Sabato, Ernesto） 1911-2011
- ピラール・デ・ルサレータ（Lusarreta, Pilar de） 1914-1967
- フリオ・コルタサル（Cortazar, Julio） 1914-1984
- アドルフォ・ビオイ＝カサーレス（Bioy Casares, Adolfo） 1914-1999
- マルコ・デネービ（Denevi, Marco） 1922-1998
- フェルミン・チャベス（Chávez, Fermín） 1924-2006
- アンドレス・オメロ・アタナシウ（Atanasiu, Andres Homero） 1926-
- マルタ・トラーバ（Traba, Marta） 1930-1983
- エラディア・ブラスケス（Blázquez,Eladia） 1931-2005
- マヌエル・プイグ（Puig, Manuel） 1932-1990
- マリア・エステル・バスケス（Vazquez, Maria Esthe） 1934-
- アベル・ポッセ（Posse, Abel） 1936-
- ルイサ・バレンスエラ（Valenzuela, Luisa） 1938-
- ファビアン・カサス（Casas, Fabián) 1965-
- フアン・ディエゴ・インカルドナ (Incardona, Juan Diego) 1971-
- フェデリコ・ファルコ (Falco, Federico) 1977-

#### ウルグアイ
- オラシオ・キローガ（Quiroga, Horacio） 1878-1937
- フェリスベルト・エルナンデス (Hernández, Felisberto) 1902-1964
- フアン・カルロス・オネッティ（Onetti, Juan Carlos） 1909-1994
- マリオ・ベネデッティ (Benedetti, Mario) 1920-
- エドゥアルド・ガレアーノ 1940-
- Cristina Peri Rossi 1941-
- Idea Vilariño 1942-
- Jorge Majfud 1970-
- アンドレス・レッシア・コリノ (Colino, Andrés Ressia)　1977-

#### エクアドル
- ホルヘ・カレーラ・アンドラーデ（Carrera Andrade, Jorge） 1903-1978
- ホルヘ・イカサ（Icaza, Jorge）1906-1978

#### エルサルバドル
- ロケ・ダルトン（Dalton, Roque） 1935-1975
- オラシオ・カステジャーノス・モヤ（Castellanos Moya, Horacio） 1957-

#### プエルトリコ
- ブラスキ（Giannina Braschi）1953-
- Julia de Burgos 1914-1953

#### キューバ
- ホセ・マルティ（Marti, José） 1853－1895
- ニコラス・ギリェン（Guillén, Nicolás） 1902-1989
- アレホ・カルペンティエル（Carpentier, Alejo） 1904－1980
- フェリクス・ピータ・ロドリーゲス（Rodriguez, Felix Pita） 1909－
- オネリオ・ホルヘ・カルドーソ（Cardoso, Onelio Jorge） 1914－
- セサル・レアンテ（Leante, César） 1928－
- ルイス・マレ（Marre, Luis) 1929－
- ギリェルモ・カブレラ＝インファンテ（Cabrera Infante, Guillermo） 1929－2005
- エドムンド・デスノエス（Desnoes, Edmundo） 1930－
- エンリーケ・オルトゥスキ（Oltuski, Enrique） 1930－
- アントン・アルファト（Arrufat, Antón） 1935－
- セベーロ・サルドゥイ（Sarduy, Severo） 1937－1993
- ルイス・アグエーロ（Agüero, Luis） 1937－
- ミゲル・バルネー（Barnet, Miguel) 1940－
- レイナルド・アレナス（Arenas, Reinaldo） 1943-1990
- セネル・パス（Paz, Senel） 1950-

#### グアテマラ
- ミゲル・アンヘル・アストゥリアス（Asturias, Miguel Angel） 1899-1974
- アウグスト・モンテローソ（Monterroso, Augusto） 1921-2003
- ロドリーゴ・レイ・ローサ（Rey Rosa, Rodrigo） 1958-

#### コスタリカ
- ホルヘ・デブラボ（スペイン語版）（Jorge Debravo） 1938-1967
- アルフォンソ・チャセ（スペイン語版）（Alfonso Chase） 1944-
- オズバルド・サウマ（スペイン語版）（Osvaldo Sauma） 1949-
- カルロス・フランシスコ・モンヘ（Carlos Francisco Monge） 1951-

#### コロンビア
- ホルヘ・イサークス（スペイン語版、英語版）（Isaacs, Jorge） 1837-1895
- ガブリエル・ガルシア＝マルケス（García Márquez, Gabriel） 1928-2014
- アンドレース・フェリペ・ソラノ (アンドレス・フェリペ・ソラーノの表記もある / Solano, Andrés Felipe)　1977-

#### チリ
- ガブリエラ・ミストラル（Mistral, Gabriela） 1889-1957
- マヌエル・ロハス（Rojas, Manuel） 1896-1973
- マルタ・ブルネー（Brunet, Marta） 1901-1967
- パブロ・ネルーダ（Neruda, Pablo） 1904-1973
- マリア・ルイサ・ボンバル（Bombal, María Luisa） 1910-1980
- ブラウリオ・アレナス（Arenas, Braulio） 1913-1988
- ビオレータ・パラ（Parra, Violeta） 1917-1967
- ホセ・ドノソ（Donoso，José）  1924-1996
- ホルヘ・エドワーズ（Edwards, Jorge） 1931-
- アントニオ・スカルメタ（Skarmeta, Antonio） 1940-
- アリエル・ドルフマン（Dorfman, Ariel） 1942-
- イサベル・アジェンデ（Allende, Isabel） 1942-
- ルイス・セプルベダ（Sepulveda, Luis） 1949-
- ロベルト・ボラーニョ（Bolaño, Roberto） 1953-2003

#### ニカラグア
- ルベン・ダリーオ（Darío, Rubén） 1867-1916
- エルネスト・カルデナル（Cardenal, Ernesto） 1925-
- セルヒオ・ラミレス（Ramírez, Sergio） 1942-
- オマール・カベサス（Cabezas, Omar） 1950-

#### パラグアイ
- アウグスト・ロア＝バストス（Augusto Roa Bastos） 1918-2005
- ガブリエル・カサクシア

#### ブラジル
- ゴンサルヴェス・ディアス（Dias, Antônio Gonçalves） 1823-1864
- ジョゼ・デ・アレンカール（de Alencar, José Martiniano） 1829-1877
- カルロス・ドゥルモンド・デ・アンドラーデ（de Andrade, Carlos Drummond） 1829-1877
- マヌエル・アントニオ・デ・アルメイダ（de Almeida, Manuel António） 1831-1861
- マシャード・デ・アシス（Machado de Assis, Joaquim Maria） 1839-1908
- カストロ・アルヴェス（Alves, Antônio Frederico de Castro） 1847-1871
- モンテイロ・ロバット（Lobato, José Bento Monteiro） 1882-1948
- マヌエル・バンデイラ（Bandeira Filho, Manuel Carneiro de Souza） 1886-1968
- グラシリアーノ・ラモス（Ramos, Graciliano） 1892-1953
- マリオ・デ・アンドラーデ（英語版）（Andrade, Mário Raul de Morais） 1893-1945
- ジョゼ・リンス・ド・レーゴ（do Rego Cavalcanti, José Lins） 1901-1957
- エリコ・ヴェリッシモ（Veríssimo, Érico） 1905-1975
- ジョアン・ギマランエス・ローザ（Guimarães Rosa, João） 1908-1967
- ラケル・デ・ケイロス（de Queiróz, Rachel） 1910-2003
- ディナー・シルヴェイラ・デ・ケイロス（de Queirós, Dinah Silveira） 1911-
- ジョルジェ・アマード（Amado de Faria, Jorge） 1912-2001
- アドニアス・フィーリョ（Adonias Aguiar Filho） 1915-1990
- エルベルト・サーレス（Sales, Herberto） 1917-
- リジア・ファグンデス・テーレス（Telles, Lygia Fagundes） 1923-
- ダルトン・トレヴィザン（Trevisan, Dalton Jérson） 1925-
- クラリッセ・リスペクトール（Lispector, Clarice） 1925-1977
- マルシオ・デ・ソウザ（Souza, Márcio） 1946-
- パウロ・コエーリョ（Coelho, Paulo） 1947-
- リカルド・リジエス (Lisias, Ricardo)　1975-
- ルイサ・ガイスラー (Geisler, Luisa)　1991-

#### ペルー
- ホセ・マリア・アルゲダス（Arguedas, José María） 1911-1969
- フリオ・ラモン・リベイロ（Ribeyro, Julio Ramón） 1929-1994
- マリオ・バルガス・リョサ（Vargas Llosa, Mario） 1936-
- アルフレード・ブリセ・エチェニケ（Bryce Echenique, Alfredo） 1939-
- ダニエル・アラルコン (Alarcón, Daniel)　1977-

#### ベネズエラ
- ロムロ・ガジェーゴス（Gallegos, Rómulo） 1884-1969
- アルトゥーロ・ウスラル・ピエトリ（Uslar Pietri, Arturo） 1906-2001
- ミゲル・オテーロ・シルバ（Otero Silva, Miguel） 1908-1985
- ラファエル・カデナ (Rafael Cadenas) 1930
- エウヘニオ・モンテホ (Eugenio Montejo) 1938-2008

#### ボリビア
- アドルフォ・コスタ・ドゥ・レルス（Costa du Rels, Adolfo） 1891-1980
- アントニオ・アビラ・ヒメネス（Avila Jimenez, Antonio） 1898-1965
- オクタビオ・カンペーロ・エチャス（Campero Echazu, Octavio） 1898-1970
- ギジェルモ・ビスカラ・ファブレ（Viscarra Fabre, Guillermo） 1901-
- アウグスト・セスペデス（Cespedes, Augusto） 1903-
- ワルター・モンテネグロ（Montenegro, Walter） 1912-
- オスカル・セルト（Cerruto, Oscar） 1912-
- ラウル・ボテリョ＝ゴサルベス（Botelho Gosálvez, Raúl） 1917-
- ペドロ・シモセ（Pedro Shimose Kawamura） 1940-
- アルフォンソ・グムシオ・ダグロン（Gumucio Dagron, Alfonso） 1950-

#### メキシコ
- フアン・ルイス・デ・アラルコン（Ruiz de Alarcon, Juan） 1581?-1639
- アマード・ネルボ（Nervo, Amado） 1870-1919
- アルフォンソ・レイエス（Reyes, Alfonso） 1889-1959
- ホセ・ルベン・ロメーロ（Romero, José Rubén） 1890-1952
- ホセ・レブエルタス（Revueltas, José） 1914-1976
- オクタビオ・パス（Paz, Octavio） 1914-1998
- フアン・ルルフォ（Rulfo, Juan） 1918-1986
- フアン・ホセ・アレオーラ（Arreola, Juan José） 1918-2001
- カルロス・フエンテス（Fuentes, Carlos） 1928-
- サルバドール・エリソンド（Elizondo, Salvador） 1932-2006
- エレーナ・ポニアトゥスカ　(Poniatowska, Elena)  1932-
- ホセ・エミリオ・パチェーコ（Pacheco, José Emilio） 1939-
- グスタボ・サインス（Sainz, Gustavo） 1940-
- パコ・イグナシオ・タイボII世（Taibo, Paco Ignacio, II） 1949-
- ラウラ・エスキベル（Esquivel, Laura） 1950-
- ホルヘ・ボルピ (Volpi, Jorge)  1968-
- グロリア・アンサルドゥア (Anzaldúa, Gloria)　1942-2004

## 日本におけるラテンアメリカ文学の叢書
- フィクションのエル・ドラード、水声社が発行するラテンアメリカ文学の叢書。

- ラテンアメリカ文学選集、現代企画室が発行するラテンアメリカ文学の叢書。
- ラテンアメリカの文学、集英社が発行するラテンアメリカ文学の叢書。
- ラテンアメリカ文学叢書、国書刊行会が発行するラテンアメリカ文学の叢書。
- 創造するラテンアメリカ、松籟社が発行するラテンアメリカ文学の叢書。
- セルバンテス賞コレクション、現代企画室が発行するセルバンテス賞を収めた叢書。